# Malechów (rejon żółkiewski)
Malechów (ukr. Малехів) – wieś w rejonie lwowskim (wcześniej w rejonie żółkiewskim) obwodu lwowskiego. Wzmiankowana w 1377 r. W II Rzeczypospolitej miejscowość była siedzibą gminy wiejskiej Malechów. Wieś liczy około 3000 mieszkańców.
Parafię rzymskokatolicką erygowano tu w 1521 r. Pierwszy kościół, drewniany spalili Tatarzy w 1620 r. Drugi, murowany wzniesiono w XVII w. Trzeci, murowany pw. św. Michała Archanioła w 1770 r. Konsekrowany w 1896 r.,, zamknięty po II wojnie światowej, oddany katolikom i odnowiony w 2005 r.
W czasie okupacji niemieckiej na plebanii w Malechowie znajdowała się tajna radiostacja Komendy Obszaru Lwowskiego Armii Krajowej. 21 listopada 1943 r. gestapo na podstawie ukraińskiego donosu aresztowało na plebanii 11 osób, w tym ks. Władysława Sarnę, ks. Bolesława Mroza i 4 siostry zakonne. Wszyscy, z wyjątkiem ppor. Stefana Stebnickiego ps. "Seweryn", zostali zamęczeni i zamordowani przez Niemców. W 1944 r. z rąk nacjonalistów ukraińskich z OUN – UPA zginęło 15 Polaków.
W Malechowie w 1880 urodził się Zygmunt Irżabek – polski pedagog i działacz społeczny.